# Robert G. L. Waite
Robert George Leeson Waite (18 de fevereiro de 1919 - 4 de outubro de 1999) foi um historiador canadense, psico-historiador e professor de História Brown (1949-1988) no Williams College, especializado no movimento nazista, particularmente Adolf Hitler.

## Educação infantil e graduação
Waite nasceu em Cartwright, Manitoba, em 18 de fevereiro de 1919. Seu pai era ministro da Igreja Unida do Canadá. Ele cresceu como um "filho de pregador", nas cidades das pradarias de Manitoba e Minnesota. Ao descrever sua vida, ele captou o sabor dessas pequenas cidades, adotando a cadência, as expressões regionais e os sotaques dos agricultores escandinavos e das famílias com quem cresceu.
No outono de 1937, Waite ingressou no Macalester College em St. Paul, Minnesota, no meio da Grande Depressão. Para complementar sua bolsa de estudos e ganhar qualquer dinheiro que pudesse, Waite teve uma variedade de empregos, desde trabalhar nas minas a céu aberto de Mesabi Range, no norte de Minnesota, até guardar o suposto cadáver de John Wilkes Booth em um carnaval itinerante.:131

## Serviço militar
Ao se formar em Macalester em 1941, ele entrou para o serviço militar, do qual foi dispensado três anos depois como cabo - uma distinção que ele insistiu que fosse incluída em seu currículo.:131

## Pós-graduação e interesses acadêmicos
Após a Segunda Guerra Mundial, Waite completou seus estudos de pós-graduação em história na Universidade de Minnesota, onde recebeu seu mestrado. Ele então entrou na Universidade de Harvard e começou a pesquisar a história alemã com ênfase particular no período nazista. Sua dissertação sobre o movimento Freikorps na Alemanha pós-Primeira Guerra Mundial, escrita sob a supervisão de H. Stuart Hughes, foi publicada sob o título Vanguard of Nazism (1952). Ao receber seu doutorado em 1949, Waite foi nomeado para o corpo docente do Williams College, em Massachusetts, onde começou seu trabalho psico-histórico sobre Adolf Hitler.

## Depressão e impacto acadêmico
O interesse de Waite pela psico-história foi influenciado em parte por sua própria experiência durante seu primeiro ano de ensino no Williams College, onde sofria de depressão — o que ele chamava de "desespero negro". O jovem professor se convenceu de que era um fracasso total e até pediu demissão. Então, o presidente da faculdade, James Phinney Baxter, recusou-se a aceitar sua demissão e marcou pessoalmente uma consulta com um conhecido psiquiatra. Waite tirou licença médica com a garantia de que seu emprego estaria esperando por ele.
Sua luta contra a depressão influenciou muito seus estudos, principalmente quando começou a pesquisar o perfil psico-histórico de Adolf Hitler. Ele frequentemente dizia aos colegas: "a carreira de Adolf Hitler levanta questões que não podem ser respondidas nem pela psicologia nem pela história trabalhando sozinha".:130

## Solução de fonte primária de Waite
A solução psico-histórica de Waite para equilibrar julgamento e compreensão foi confiar amplamente em citações daqueles que ele estudou. Em Vanguard of Nazism, ele citou longamente os combatentes do Freikorps "para transmitir seu espírito com a maior precisão possível, deixando-os falar por si mesmos". Confiar em suas próprias palavras não apenas deu a seus leitores acesso ao universo psicológico e político dos Freikorpsmen, mas também permitiu que Waite os examinasse com mais precisão e contexto. Ele citou os membros do Freikorps tão extensivamente, Waite disse aos leitores do Vanguard of Nazism, "se eu tivesse confiado na paráfrase, parece provável que eu não teria acreditado".:130

## Aposentadoria
Waite publicou seu enorme estudo comparativo de Hitler e Wilhelm II e completou um livro de memórias alegre intitulado Hitler, the Kaiser, and Me: An Academic's Procession, que apareceu apenas algumas semanas antes de sua morte e agora serve como sua despedida.:131

## Morte
Robert G.L. Waite sofreu um derrame e morreu em 4 de outubro de 1999, aos 80 anos.

## Publicações
- Vanguard of Nazism, 1918-1923, (Harvard U.P; Oxford U.P, 1952)
- Hitler and Nazi Germany, (Holt, Rinehart and Winston, 1965)
- Vanguard of Nazism: the Free Corps Movement in Post-war Germany, 1918-1923, (Harvard University Press, 1969)
- Juvenile Delinquency in Nazi Germany, 1933-1945, (State University of New York at Binghamton, 1980)
- The Psychopathic God: Adolf Hitler, (Da Capo Press, 1993)
- Kaiser and Führer: A Comparative Study of Personality and Politics (University of Toronto Press 1998)
- Hitler, The Kaiser, and Me: An Academic's Procession, (R.G.L. Waite, 1999)